# Circuitul ATP 2025
Circuitul ATP 2025 este circuitul mondial de tenis profesionist masculin de elită organizat de Asociația Profesioniștilor din Tenis (ATP) pentru sezonul de tenis 2025. Este cea de-a 56-a ediție a circuitului, se desfășoară între 27 decembrie 2024 și decembrie 2025 și cuprinde turneele de Grand Slam, supervizate de Federația Internațională de Tenis (ITF), ATP Finals, ATP Masters 1000, United Cup, seria ATP 500 și seria ATP 250. De asemenea, în calendarul din 2024 sunt incluse Cupa Davis (organizată de ITF), Next Gen ATP Finals și Cupa Laver, însă niciunul dintre acestea din urmă nu distribuie puncte de clasament.
Echivalentul feminin al circuitului masculin este Circuitul WTA 2025.

## Lista cronologică a turneelor
Prezentarea cronologică arată lista turneelor din Circuitul ATP 2024, inclusiv locul de desfășurare, numărul de jucători, suprafața, categoria și finanțarea totală.
| Grand Slam       |
| ATP Finals       |
| ATP Masters 1000 |
| ATP Tour 500     |
| ATP Tour 250     |
| Turnee de echipă |

### Ianuarie
| Săptă mâna    | Turneu | Campioni | Finaliști | Semifinaliști                              | Sfert-finaliști                                                        |
| ------------- | --- | --- | --- | ------------------------------------------ | ---------------------------------------------------------------------- |
| 30 dec        | United Cup Perth/Sydney, Australia United Cup Dură – 5.585.000 $ – 18 echipe | Statele Unite 2–0 | Polonia | Kazakhstan Republica Cehă                  | Germania Marea Britanien China Italia                                  |
| 30 dec        | Hong Kong Open Hong Kong, China ATP 250 Dură – 730.000 $ – 28S/16Q/16D Simplu – Dublu | Alexandre Müller 2–6, 6–1, 6–3 | Kei Nishikori | Shang Juncheng Jaume Munar                 | Fábián Marozsán Cameron Norrie Arthur Fils Lorenzo Musetti             |
| 30 dec        | Hong Kong Open Hong Kong, China ATP 250 Dură – 730.000 $ – 28S/16Q/16D Simplu – Dublu | Sander Arends Luke Johnson 7–5, 4–6, [10–7] | Karen Haceanov Andrei Rubliov | Shang Juncheng Jaume Munar                 | Fábián Marozsán Cameron Norrie Arthur Fils Lorenzo Musetti             |
| 30 dec        | Brisbane International Brisbane, Australia ATP 250 Dură – 730.000 $ – 32S/24Q/24D Simplu – Dublu | Jiří Lehečka 4–1 ret. | Reilly Opelka | Giovanni Mpetshi Perricard Grigor Dimitrov | Novak Djokovic Jakub Menšík Nicolás Jarry Jordan Thompson              |
| 30 dec        | Brisbane International Brisbane, Australia ATP 250 Dură – 730.000 $ – 32S/24Q/24D Simplu – Dublu | Julian Cash Lloyd Glasspool 6–3, 6–7(2–7), [10–6] | Jiří Lehečka Jakub Menšík | Giovanni Mpetshi Perricard Grigor Dimitrov | Novak Djokovic Jakub Menšík Nicolás Jarry Jordan Thompson              |
| 6 ian         | Adelaide International Adelaide, Australia ATP 250 Hard – 680.140 $ – 28S/16Q/24D Simplu – Dublu | Félix Auger-Aliassime 6–3, 3–6, 6–1 | Sebastian Korda | Tommy Paul Miomir Kecmanović               | Rinky Hijikata Marcos Giron Benjamin Bonzi Thanasi Kokkinakis          |
| 6 ian         | Adelaide International Adelaide, Australia ATP 250 Hard – 680.140 $ – 28S/16Q/24D Simplu – Dublu | Simone Bolelli Andrea Vavassori 4–6, 7–6(7–4), [11–9] | Kevin Krawietz Tim Pütz | Tommy Paul Miomir Kecmanović               | Rinky Hijikata Marcos Giron Benjamin Bonzi Thanasi Kokkinakis          |
| 6 ian         | ATP Auckland Open Auckland, Noua Zeelandă ATP 250 Dură – 730.000 $ – 28S/16Q/16D Simplu – Dublu | Gaël Monfils 6–3, 6–4 | Zizou Bergs | Nuno Borges Nishesh Basavareddy            | Jakub Menšík Roberto Baena Facundo Díaz Acosta Alex Michelsen          |
| 6 ian         | ATP Auckland Open Auckland, Noua Zeelandă ATP 250 Dură – 730.000 $ – 28S/16Q/16D Simplu – Dublu | Nikola Mektić Michael Venus Walkover | Christian Harrison Rajeev Ram | Nuno Borges Nishesh Basavareddy            | Jakub Menšík Roberto Baena Facundo Díaz Acosta Alex Michelsen          |
| 13 ian 20 ian | Australian Open Melbourne, Australia Grand Slam Dură – 43.250.000 A$ 128S/128Q/64D/32X Simplu – Dublu – Mixt | Jannik Sinner 6–3, 7–6(7–4), 6–3 | Alexander Zverev | Ben Shelton Novak Djokovic                 | Alex de Minaur Lorenzo Sonego Carlos Alcaraz Tommy Paul                |
| 13 ian 20 ian | Australian Open Melbourne, Australia Grand Slam Dură – 43.250.000 A$ 128S/128Q/64D/32X Simplu – Dublu – Mixt | Harri Heliövaara Henry Patten 6–7(16–18), 7–6(7–5), 6–3 | Simone Bolelli Andrea Vavassori | Ben Shelton Novak Djokovic                 | Alex de Minaur Lorenzo Sonego Carlos Alcaraz Tommy Paul                |
| 13 ian 20 ian | Australian Open Melbourne, Australia Grand Slam Dură – 43.250.000 A$ 128S/128Q/64D/32X Simplu – Dublu – Mixt | Olivia Gadecki John Peers 3–6, 6–4, [10–6] | Kimberly Birrell John-Patrick Smith | Ben Shelton Novak Djokovic                 | Alex de Minaur Lorenzo Sonego Carlos Alcaraz Tommy Paul                |
| 27 ian        | Cupa Davis rundă calificări Stockholm, Suedia – hard (i) Montreal, Canada – hard (i) Vilnius, Lituania – hard (i) Taipei, Taipeiul Chinez – hard Copenhaga, Danemarca – hard (i) Osijek, Croația – hard (i) Orléans, Franța – hard (i) Biel, Elveția – hard (i) Ostrava, Republica Cehă – hard (i) Miki, Japonia – hard (i) Schwechat, Austria – zgură (i) Hasselt, Belgia – hard (i) Fjellhamar, Norvegia – hard (i) | Câștigătorii rundei de calificare · Australia 3–1 · Ungaria 3–2 · Germania 3–1 · Statele Unite ale Americii 4–0 · Danemarca 3–2 · Croația 3–1 · Franța 4–0 · Spania 3–1 · Cehia 4–0 · Japonia 3–2 · Austria 4–0 · Belgia 3–1 · Argentina 3–2 | Învinșii rundei de calificare Suedia Canada Israel Taipeiul Chinez Serbia Slovacia Brazilia Elveția Coreea de Sud Regatul Unit Finlanda Chile Norvegia |                                            |                                                                        |
| 27 ian        | Open Sud de France Montpellier, France ATP 250 Hard (i) – 596.040 € – 28S/16Q/16D Simplu – Dublu | Félix Auger-Aliassime 6–2, 6–7(7–9), 7–6(7–2) | Aleksandar Kovacevic | Andrei Rubliov Jesper de Jong              | Nikoloz Basilashvili Alexander Bublik Tallon Griekspoor Bu Yunchaokete |
| 27 ian        | Open Sud de France Montpellier, France ATP 250 Hard (i) – 596.040 € – 28S/16Q/16D Simplu – Dublu | Robin Haase Botic van de Zandschulp 6–7(7–9), 6–3, [10–5] | Tallon Griekspoor Bart Stevens | Andrei Rubliov Jesper de Jong              | Nikoloz Basilashvili Alexander Bublik Tallon Griekspoor Bu Yunchaokete |

### Februarie
| Săptă mâna | Turneu | Campioni                                                  | Finaliști                      | Semifinaliști                            | Sfert-finaliști                                                     |
| ---------- | --- | --------------------------------------------------------- | ------------------------------ | ---------------------------------------- | ------------------------------------------------------------------- |
| 3 feb      | Dallas Open Dallas, Statele Unite ATP 500 Hard (i) – 3.035.960 $ – 32S/16Q/16D Simplu – Dublu                   | Denis Șapovalov 7–6(7–5), 6–3                             | Casper Ruud                    | Tommy Paul Jaume Munar                   | Tomáš Macháč Reilly Opelka Matteo Arnaldi Yoshihito Nishioka        |
| 3 feb      | Dallas Open Dallas, Statele Unite ATP 500 Hard (i) – 3.035.960 $ – 32S/16Q/16D Simplu – Dublu                   | Christian Harrison Evan King 7-6(7-4), 7-6(7-4)           | Ariel Behar Robert Galloway    | Tommy Paul Jaume Munar                   | Tomáš Macháč Reilly Opelka Matteo Arnaldi Yoshihito Nishioka        |
| 3 feb      | Rotterdam Open Rotterdam, Țările de Jos ATP 500 Hard (i) – 2.563.150 € – 32S/16Q/16D Simplu – Dublu             | Carlos Alcaraz 6–4, 3–6, 6–2                              | Alex de Minaur                 | Hubert Hurkacz Mattia Bellucci           | Pedro Martínez Andrei Rubliov Daniel Altmaier Stefanos Tsitsipas    |
| 3 feb      | Rotterdam Open Rotterdam, Țările de Jos ATP 500 Hard (i) – 2.563.150 € – 32S/16Q/16D Simplu – Dublu             | Simone Bolelli Andrea Vavassori 6–2, 4–6, [10–6]          | Sander Gillé Jan Zieliński     | Hubert Hurkacz Mattia Bellucci           | Pedro Martínez Andrei Rubliov Daniel Altmaier Stefanos Tsitsipas    |
| 10 feb     | Delray Beach Open Delray Beach, Statele Unite ATP 250 Hard – 710.735 $ – 28S/16Q/16D Simplu – Dublu             | Miomir Kecmanović 3–6, 6–1, 7–5                           | Alejandro Davidovici Fokina    | Matteo Arnaldi Alex Michelsen            | Taylor Fritz Brandon Nakashima Cameron Norrie Marcos Giron          |
| 10 feb     | Delray Beach Open Delray Beach, Statele Unite ATP 250 Hard – 710.735 $ – 28S/16Q/16D Simplu – Dublu             | Miomir Kecmanović Brandon Nakashima 7–6(7–3), 1–6, [10–3] | Christian Harrison Evan King   | Matteo Arnaldi Alex Michelsen            | Taylor Fritz Brandon Nakashima Cameron Norrie Marcos Giron          |
| 10 feb     | Open 13 Marseille, Franța ATP 250 Hard (i) – 767.545 € – 28S/16Q/16D Simplu – Dublu                             | Ugo Humbert 7–6(7–4), 6–4                                 | Hamad Medjedovic               | Daniil Medvedev Zizou Bergs              | Jan-Lennard Struff Daniel Altmaier Zhang Zhizhen Lorenzo Sonego     |
| 10 feb     | Open 13 Marseille, Franța ATP 250 Hard (i) – 767.545 € – 28S/16Q/16D Simplu – Dublu                             | Benjamin Bonzi Pierre-Hugues Herbert 6–3, 6–4             | Sander Gillé Jan Zieliński     | Daniil Medvedev Zizou Bergs              | Jan-Lennard Struff Daniel Altmaier Zhang Zhizhen Lorenzo Sonego     |
| 10 feb     | Argentina Open Buenos Aires, Argentina ATP 250 Zgură – 688.985 $ – 28S/16Q/16D Simplu – Dublu                   | João Fonseca 6–4, 7–6(7–1)                                | Francisco Cerúndolo            | Pedro Martínez Laslo Djere               | Alexander Zverev Lorenzo Musetti Thiago Seyboth Wild Mariano Navone |
| 10 feb     | Argentina Open Buenos Aires, Argentina ATP 250 Zgură – 688.985 $ – 28S/16Q/16D Simplu – Dublu                   | Guido Andreozzi Théo Arribagé 7–5, 4–6, [10–7]            | Rafael Matos Marcelo Melo      | Pedro Martínez Laslo Djere               | Alexander Zverev Lorenzo Musetti Thiago Seyboth Wild Mariano Navone |
| 17 feb     | Qatar Open Doha, Qatar ATP 500 Hard – 3.035.960 $ – 32S/16Q/16D Simplu – Dublu                                  | Andrei Rubliov 7–5, 5–7, 6–1                              | Jack Draper                    | Jiří Lehečka Félix Auger-Aliassime       | Carlos Alcaraz Matteo Berrettini Daniil Medvedev Alex de Minaur     |
| 17 feb     | Qatar Open Doha, Qatar ATP 500 Hard – 3.035.960 $ – 32S/16Q/16D Simplu – Dublu                                  | Julian Cash Lloyd Glasspool 6–3, 6–2                      | Joe Salisbury Neal Skupski     | Jiří Lehečka Félix Auger-Aliassime       | Carlos Alcaraz Matteo Berrettini Daniil Medvedev Alex de Minaur     |
| 17 feb     | Rio Open Rio de Janeiro, Brazilia ATP 500 Zgură – 2.574.145 $ – 32S/16Q/16D Simplu – Dublu                      | Sebastián Báez 6–2, 6–3                                   | Alexandre Müller               | Francisco Comesaña Camilo Ugo Carabelli  | Alexander Zverev Francisco Cerúndolo Tseng Chun-hsin Jaime Faria    |
| 17 feb     | Rio Open Rio de Janeiro, Brazilia ATP 500 Zgură – 2.574.145 $ – 32S/16Q/16D Simplu – Dublu                      | Rafael Matos Marcelo Melo 6–2, 7–5                        | Pedro Martínez Jaume Munar     | Francisco Comesaña Camilo Ugo Carabelli  | Alexander Zverev Francisco Cerúndolo Tseng Chun-hsin Jaime Faria    |
| 24 feb     | Dubai Tennis Championships Dubai, Emiratele Arabe Unite ATP 500 Hard – 3.415.700 $ – 32S/16Q/16D Simplu – Dublu | Stefanos Tsitsipas 6–3, 6–3                               | Félix Auger-Aliassime          | Tallon Griekspoor Quentin Halys          | Daniil Medvedev Matteo Berrettini Luca Nardi Marin Čilić            |
| 24 feb     | Dubai Tennis Championships Dubai, Emiratele Arabe Unite ATP 500 Hard – 3.415.700 $ – 32S/16Q/16D Simplu – Dublu | Yuki Bhambri Alexei Popyrin 3–6, 7–6(14–12), [10–8]       | Henry Patten Harri Heliövaara  | Tallon Griekspoor Quentin Halys          | Daniil Medvedev Matteo Berrettini Luca Nardi Marin Čilić            |
| 24 feb     | Mexican Open Acapulco, Mexic ATP 500 Hard – 2.763.440 $ – 32S/16Q/16D Simplu – Dublu                            | Tomáš Macháč 7–6(8–6), 6–2                                | Alejandro Davidovici Fokina    | Brandon Nakashima Denis Șapovalov        | Learner Tien David Goffin Marcos Giron RP Méndez                    |
| 24 feb     | Mexican Open Acapulco, Mexic ATP 500 Hard – 2.763.440 $ – 32S/16Q/16D Simplu – Dublu                            | Christian Harrison Evan King 6–4, 6–0                     | Sadio Doumbia Fabien Reboul    | Brandon Nakashima Denis Șapovalov        | Learner Tien David Goffin Marcos Giron RP Méndez                    |
| 24 feb     | Chile Open Santiago, Chile ATP 250 Zgură – 710.735 $ – 28S/16Q/16D Simplu – Dublu                               | Laslo Djere 6–4, 3–6, 7–5                                 | Sebastián Báez                 | Francisco Cerúndolo Camilo Ugo Carabelli | T Martín Etcheverry Jaime Faria Damir Džumhur Federico Coria        |
| 24 feb     | Chile Open Santiago, Chile ATP 250 Zgură – 710.735 $ – 28S/16Q/16D Simplu – Dublu                               | Nicolás Barrientos Rithvik Choudary Bollipalli 6–3, 6–2   | Máximo González Andrés Molteni | Francisco Cerúndolo Camilo Ugo Carabelli | T Martín Etcheverry Jaime Faria Damir Džumhur Federico Coria        |

### Martie
| Săptă mâna    | Turneu | Campioni                                           | Finaliști                                | Semifinaliști                           | Sfert-finaliști                                                       |
| ------------- | --- | -------------------------------------------------- | ---------------------------------------- | --------------------------------------- | --------------------------------------------------------------------- |
| 03 mar 10 mar | Indian Wells Open Indian Wells, Statele Unite ATP Masters 1000 Hard – 13.042.410 $ – 96S/48Q/32D Simplu – Dublu – Mixt | Jack Draper 6–2, 6–2                               | Holger Rune                              | Daniil Medvedev Carlos Alcaraz          | Tallon Griekspoor Arthur Fils Ben Shelton Francisco Cerúndolo         |
| 03 mar 10 mar | Indian Wells Open Indian Wells, Statele Unite ATP Masters 1000 Hard – 13.042.410 $ – 96S/48Q/32D Simplu – Dublu – Mixt | Marcelo Arévalo Mate Pavić 6–3, 6–4                | Sebastian Korda Jordan Thompson          | Daniil Medvedev Carlos Alcaraz          | Tallon Griekspoor Arthur Fils Ben Shelton Francisco Cerúndolo         |
| 03 mar 10 mar | Indian Wells Open Indian Wells, Statele Unite ATP Masters 1000 Hard – 13.042.410 $ – 96S/48Q/32D Simplu – Dublu – Mixt | Sara Errani Andrea Vavassori 6–7(3–7), 6–3, [10–8] | Bethanie Mattek-Sands Mate Pavić         | Daniil Medvedev Carlos Alcaraz          | Tallon Griekspoor Arthur Fils Ben Shelton Francisco Cerúndolo         |
| 17 mar 24 mar | Miami Open Miami Gardens, Statele Unite ATP Masters 1000 Hard – 11.255.360 $ – 96S/48Q/32D Simplu – Dublu              | Jakub Menšík 7–6(7–4), 7–6(7–4)                    | Novak Djokovic                           | Taylor Fritz Grigor Dimitrov            | Arthur Fils Matteo Berrettini Sebastian Korda Francisco Cerúndolo     |
| 17 mar 24 mar | Miami Open Miami Gardens, Statele Unite ATP Masters 1000 Hard – 11.255.360 $ – 96S/48Q/32D Simplu – Dublu              | Marcelo Arévalo Mate Pavić 7–6(7–3), 6–3           | Julian Cash Lloyd Glasspool              | Taylor Fritz Grigor Dimitrov            | Arthur Fils Matteo Berrettini Sebastian Korda Francisco Cerúndolo     |
| 31 mar        | U.S. Men's Clay Court Championships Houston, Statele Unite ATP 250 Zgură – 680.140 $ – 28S/16Q/16D Simplu – Dublu      | Jenson Brooksby 6–4, 6–2                           | Frances Tiafoe                           | Tommy Paul Brandon Nakashima            | Colton Smith Aleksandar Kovacevic Christopher Eubanks Alex Michelsen  |
| 31 mar        | U.S. Men's Clay Court Championships Houston, Statele Unite ATP 250 Zgură – 680.140 $ – 28S/16Q/16D Simplu – Dublu      | Fernando Romboli John-Patrick Smith 6–1, 6–4       | Federico Agustín Gómez Santiago González | Tommy Paul Brandon Nakashima            | Colton Smith Aleksandar Kovacevic Christopher Eubanks Alex Michelsen  |
| 31 mar        | Grand Prix Hassan II Marrakesh, Maroc ATP 250 Zgură – 596.035 € – 28S/16Q/16D Simplu – Dublu                           | Luciano Darderi 7–6(7–3), 7–6(7–4)                 | Tallon Griekspoor                        | Kamil Majchrzak Roberto Carballés Baena | Mattia Bellucci Alexandre Müller Nuno Borges Vít Kopřiva              |
| 31 mar        | Grand Prix Hassan II Marrakesh, Maroc ATP 250 Zgură – 596.035 € – 28S/16Q/16D Simplu – Dublu                           | Petr Nouza Patrik Rikl 6–3, 6–4                    | Hugo Nys Édouard Roger-Vasselin          | Kamil Majchrzak Roberto Carballés Baena | Mattia Bellucci Alexandre Müller Nuno Borges Vít Kopřiva              |
| 31 mar        | Țiriac Open București, România ATP 250 Zgură – 596.035 € – 28S/16Q/16D Simplu – Dublu                                  | Flavio Cobolli 6–4, 6–4                            | Sebastián Báez                           | Márton Fucsovics Damir Džumhur          | Francisco Comesaña Christopher O'Connell Filip Misolic Pedro Martínez |
| 31 mar        | Țiriac Open București, România ATP 250 Zgură – 596.035 € – 28S/16Q/16D Simplu – Dublu                                  | Marcel Granollers Horacio Zeballos 7–6(7–3), 6–4   | Jakob Schnaitter Mark Wallner            | Márton Fucsovics Damir Džumhur          | Francisco Comesaña Christopher O'Connell Filip Misolic Pedro Martínez |

### Aprilie
| Săptă mâna    | Turneu | Campioni                                             | Finaliști                   | Semifinaliști                              | Sfert-finaliști                                               |
| ------------- | --- | ---------------------------------------------------- | --------------------------- | ------------------------------------------ | ------------------------------------------------------------- |
| 7 apr         | Monte-Carlo Masters Roquebrune-Cap-Martin, Franța ATP Masters 1000 Zgură – 6.832.435 € – 56S/28Q/32D Simplu – Dublu   | Carlos Alcaraz 3–6, 6–1, 6–0                         | Lorenzo Musetti             | Alex de Minaur Alejandro Davidovich Fokina | Stefanos Tsitsipas Grigor Dimitrov Alexei Popyrin Arthur Fils |
| 7 apr         | Monte-Carlo Masters Roquebrune-Cap-Martin, Franța ATP Masters 1000 Zgură – 6.832.435 € – 56S/28Q/32D Simplu – Dublu   | Romain Arneodo Manuel Guinard 1–6, 7–6(10–8), [10–8] | Julian Cash Lloyd Glasspool | Alex de Minaur Alejandro Davidovich Fokina | Stefanos Tsitsipas Grigor Dimitrov Alexei Popyrin Arthur Fils |
| 14 apr        | Barcelona Open Barcelona, Spania ATP 500 Zgură – 3.050.800 € – 48S/24Q/16D Simplu – Dublu                             | Holger Rune 7–6(8–6), 6–2                            | Carlos Alcaraz              | Arthur Fils Karen Haceanov                 | Alex de Minaur Stefanos Tsitsipas AD Fokina Casper Ruud       |
| 14 apr        | Barcelona Open Barcelona, Spania ATP 500 Zgură – 3.050.800 € – 48S/24Q/16D Simplu – Dublu                             | Sander Arends Luke Johnson 6–3, 6–7(1–7), [10–6]     | Joe Salisbury Neal Skupski  | Arthur Fils Karen Haceanov                 | Alex de Minaur Stefanos Tsitsipas AD Fokina Casper Ruud       |
| 14 apr        | Bavarian International Tennis Championships Munich, Germania ATP 500 Zgură – 2.747.360 € – 32S/16Q/16D Simplu – Dublu | Alexander Zverev 6–2, 6–4                            | Ben Shelton                 | Fábián Marozsán Francisco Cerúndolo        | Tallon Griekspoor Zizou Bergs David Goffin Luciano Darderi    |
| 14 apr        | Bavarian International Tennis Championships Munich, Germania ATP 500 Zgură – 2.747.360 € – 32S/16Q/16D Simplu – Dublu | André Göransson Sem Verbeek 6–4, 6–4                 | Kevin Krawietz Tim Pütz     | Fábián Marozsán Francisco Cerúndolo        | Tallon Griekspoor Zizou Bergs David Goffin Luciano Darderi    |
| 21 apr 28 apr | Madrid Open Madrid, Spania ATP Masters 1000 Zgură – 9.797.365 € – 96S/48Q/32D Simplu – Dublu                          | Casper Ruud 7–5, 3–6, 6–4                            | Jack Draper                 | Francisco Cerúndolo Lorenzo Musetti        | Jakub Menšík Daniil Medvedev Matteo Arnaldi Gabriel Diallo    |
| 21 apr 28 apr | Madrid Open Madrid, Spania ATP Masters 1000 Zgură – 9.797.365 € – 96S/48Q/32D Simplu – Dublu                          | Marcel Granollers Horacio Zeballos 6–4, 6–4          | Marcelo Arévalo Mate Pavić  | Francisco Cerúndolo Lorenzo Musetti        | Jakub Menšík Daniil Medvedev Matteo Arnaldi Gabriel Diallo    |

### Mai
| Săptă mâna   | Turneu                                                                                              | Campioni                                               | Finaliști                       | Semifinaliști                       | Sfert-finaliști                                                     |
| ------------ | --------------------------------------------------------------------------------------------------- | ------------------------------------------------------ | ------------------------------- | ----------------------------------- | ------------------------------------------------------------------- |
| 5 mai 12 mai | Italian Open Roma, Italia ATP Masters 1000 Zgură – 9.645.265 € – 96S/48Q/32D Simplu – Dublu         | Carlos Alcaraz 7–6(7–5), 6–1                           | Jannik Sinner                   | Tommy Paul Lorenzo Musetti          | Casper Ruud Hubert Hurkacz Jack Draper Alexander Zverev             |
| 5 mai 12 mai | Italian Open Roma, Italia ATP Masters 1000 Zgură – 9.645.265 € – 96S/48Q/32D Simplu – Dublu         | Marcelo Arévalo Mate Pavić 6–4, 6–7(6–8), [13–11]      | Sadio Doumbia Fabien Reboul     | Tommy Paul Lorenzo Musetti          | Casper Ruud Hubert Hurkacz Jack Draper Alexander Zverev             |
| 19 mai       | Hamburg Open Hamburg, Germania ATP 500 Zgură – 2.320.160 € – 32S/16Q/16D Simplu – Dublu             | Flavio Cobolli 6–2, 6–4                                | Andrei Rubliov                  | Félix Auger-Aliassime TM Etcheverry | Alexandre Müller Luciano Darderi Jiří Lehečka Roberto Bautista Agut |
| 19 mai       | Hamburg Open Hamburg, Germania ATP 500 Zgură – 2.320.160 € – 32S/16Q/16D Simplu – Dublu             | Simone Bolelli Andrea Vavassori 6–4, 6–0               | Andrés Molteni Fernando Romboli | Félix Auger-Aliassime TM Etcheverry | Alexandre Müller Luciano Darderi Jiří Lehečka Roberto Bautista Agut |
| 19 mai       | Geneva Open Geneva, Elveția ATP 250 Zgură – 622.850 € – 28S/16Q/16D Simplu – Dublu                  | Novak Djokovic 5–7, 7–6(7–2), 7–6(7–2)                 | Hubert Hurkacz                  | Sebastian Ofner Cameron Norrie      | Taylor Fritz Karen Haceanov Alexei Popyrin Matteo Arnaldi           |
| 19 mai       | Geneva Open Geneva, Elveția ATP 250 Zgură – 622.850 € – 28S/16Q/16D Simplu – Dublu                  | Sadio Doumbia Fabien Reboul 6–7(4–7), 6–4, [11–9]      | Ariel Behar Joran Vliegen       | Sebastian Ofner Cameron Norrie      | Taylor Fritz Karen Haceanov Alexei Popyrin Matteo Arnaldi           |
| 26 mai 8 iun | French Open Paris, Franța Grand Slam Zgură – 26.334.000 € – 128S/128Q/64D/32X Simplu – Dublu – Mixt | Carlos Alcaraz 4–6, 6–7(5–7), 6–4, 7–6(7–3), 7–6(10–2) | Jannik Sinner                   | Novak Djokovic Lorenzo Musetti      | Alexander Bublik Alexander Zverev Frances Tiafoe Tommy Paul         |
| 26 mai 8 iun | French Open Paris, Franța Grand Slam Zgură – 26.334.000 € – 128S/128Q/64D/32X Simplu – Dublu – Mixt | Marcel Granollers Horacio Zeballos 6–0, 6–7(5–7), 7–5  | Joe Salisbury Neal Skupski      | Novak Djokovic Lorenzo Musetti      | Alexander Bublik Alexander Zverev Frances Tiafoe Tommy Paul         |
| 26 mai 8 iun | French Open Paris, Franța Grand Slam Zgură – 26.334.000 € – 128S/128Q/64D/32X Simplu – Dublu – Mixt | Sara Errani Andrea Vavassori 6–4, 6–2                  | Taylor Townsend Evan King       | Novak Djokovic Lorenzo Musetti      | Alexander Bublik Alexander Zverev Frances Tiafoe Tommy Paul         |

### Iunie
| Săptă mâna   | Turneu | Campioni                                            | Finaliști                       | Semifinaliști                           | Sfert-finaliști                                                    |
| ------------ | --- | --------------------------------------------------- | ------------------------------- | --------------------------------------- | ------------------------------------------------------------------ |
| 9 iun        | Stuttgart Open Stuttgart, Germania ATP 250 Iarbă – 751.630 € – 28S/16Q/16D Simplu – Dublu                                 | Taylor Fritz 6–3, 7–6(7–0)                          | Alexander Zverev                | Ben Shelton Félix Auger-Aliassime       | Brandon Nakashima Jiří Lehečka Justin Engel Márton Fucsovics       |
| 9 iun        | Stuttgart Open Stuttgart, Germania ATP 250 Iarbă – 751.630 € – 28S/16Q/16D Simplu – Dublu                                 | Santiago González Austin Krajicek 6–4, 6–4          | Alex Michelsen Rajeev Ram       | Ben Shelton Félix Auger-Aliassime       | Brandon Nakashima Jiří Lehečka Justin Engel Márton Fucsovics       |
| 9 iun        | Rosmalen Grass Court Championships 's-Hertogenbosch, Țările de Jos ATP 250 Iarbă – 706.580 € – 28S/16Q/16D Simplu – Dublu | Gabriel Diallo 7–5, 7–6(10–8)                       | Zizou Bergs                     | Reilly Opelka Ugo Humbert               | Daniil Medvedev Mark Lajal Karen Haceanov Nuno Borges              |
| 9 iun        | Rosmalen Grass Court Championships 's-Hertogenbosch, Țările de Jos ATP 250 Iarbă – 706.580 € – 28S/16Q/16D Simplu – Dublu | Matthew Ebden Jordan Thompson 6–4, 3–6, [10–7]      | Julian Cash Lloyd Glasspool     | Reilly Opelka Ugo Humbert               | Daniil Medvedev Mark Lajal Karen Haceanov Nuno Borges              |
| 16 iun       | Halle Open Halle, Germania ATP 500 Iarbă – 2.683.820 € – 32S/16Q/16D Simplu – Dublu                                       | Alexander Bublik 6–3, 7–6(7–4)                      | Daniil Medvedev                 | Karen Haceanov Alexander Zverev         | Tomáš Macháč TM Etcheverry Alex Michelsen Flavio Cobolli           |
| 16 iun       | Halle Open Halle, Germania ATP 500 Iarbă – 2.683.820 € – 32S/16Q/16D Simplu – Dublu                                       | Kevin Krawietz Tim Pütz 6–3, 7–6(7–4)               | Simone Bolelli Andrea Vavassori | Karen Haceanov Alexander Zverev         | Tomáš Macháč TM Etcheverry Alex Michelsen Flavio Cobolli           |
| 16 iun       | Queen's Club Championships Londra, Marea Britanie ATP 500 Iarbă – 2.683.820 € – 32S/16Q/16D Simplu – Dublu                | Carlos Alcaraz 7–5, 6–7(5–7), 6–2                   | Jiří Lehečka                    | Roberto Bautista Agut Jack Draper       | Arthur Rinderknech Holger Rune Jacob Fearnley Brandon Nakashima    |
| 16 iun       | Queen's Club Championships Londra, Marea Britanie ATP 500 Iarbă – 2.683.820 € – 32S/16Q/16D Simplu – Dublu                | Julian Cash Lloyd Glasspool 6–3, 6–7(5–7), [10–6]   | Nikola Mektić Michael Venus     | Roberto Bautista Agut Jack Draper       | Arthur Rinderknech Holger Rune Jacob Fearnley Brandon Nakashima    |
| 23 iun       | Mallorca Championships Santa Ponsa, Spania ATP 250 Iarbă – 622.850 € – 28S/16Q/16D Simplu – Dublu                         | Tallon Griekspoor 7–5, 7–6(7–3)                     | Corentin Moutet                 | Alex Michelsen Félix Auger-Aliassime    | Learner Tien Roberto Bautista Agut Gabriel Diallo Hamad Medjedovic |
| 23 iun       | Mallorca Championships Santa Ponsa, Spania ATP 250 Iarbă – 622.850 € – 28S/16Q/16D Simplu – Dublu                         | Santiago González Austin Krajicek 6−1, 1−6, [15−13] | Yuki Bhambri Robert Galloway    | Alex Michelsen Félix Auger-Aliassime    | Learner Tien Roberto Bautista Agut Gabriel Diallo Hamad Medjedovic |
| 23 iun       | Eastbourne International Eastbourne, Marea Britanie ATP 250 Iarbă – 783.690 € – 28S/16Q/16D Simplu – Dublu                | Taylor Fritz 7–5, 6–1                               | Jenson Brooksby                 | Alejandro Davidovich Fokina Ugo Humbert | Marcos Giron Jakub Menšík Billy Harris Dan Evans                   |
| 23 iun       | Eastbourne International Eastbourne, Marea Britanie ATP 250 Iarbă – 783.690 € – 28S/16Q/16D Simplu – Dublu                | Julian Cash Lloyd Glasspool 6–4, 7–6(7–5)           | Ariel Behar Joran Vliegen       | Alejandro Davidovich Fokina Ugo Humbert | Marcos Giron Jakub Menšík Billy Harris Dan Evans                   |
| 30 iun 7 iul | Wimbledon Londra, Marea Britanie Grand Slam Iarbă – 24.919.000 £ – 128S/128Q/64D/32X Simplu – Dublu – Mixt                | Jannik Sinner 4–6, 6–4, 6–4, 6–4                    | Carlos Alcaraz                  | Novak Djokovic Taylor Fritz             | Ben Shelton Flavio Cobolli Karen Haceanov Cameron Norrie           |
| 30 iun 7 iul | Wimbledon Londra, Marea Britanie Grand Slam Iarbă – 24.919.000 £ – 128S/128Q/64D/32X Simplu – Dublu – Mixt                | Julian Cash Lloyd Glasspool 6–2, 7–6(7–3)           | Rinky Hijikata David Pel        | Novak Djokovic Taylor Fritz             | Ben Shelton Flavio Cobolli Karen Haceanov Cameron Norrie           |
| 30 iun 7 iul | Wimbledon Londra, Marea Britanie Grand Slam Iarbă – 24.919.000 £ – 128S/128Q/64D/32X Simplu – Dublu – Mixt                | Sem Verbeek Kateřina Siniaková 7–6(7–3), 7–6(7–3)   | Joe Salisbury Luisa Stefani     | Novak Djokovic Taylor Fritz             | Ben Shelton Flavio Cobolli Karen Haceanov Cameron Norrie           |

### Iulie
| Săptă mâna   | Turneu                                                                                            | Campioni                                                  | Finaliști                        | Semifinaliști                              | Sfert-finaliști                                                              |
| ------------ | ------------------------------------------------------------------------------------------------- | --------------------------------------------------------- | -------------------------------- | ------------------------------------------ | ---------------------------------------------------------------------------- |
| 14 iul       | Los Cabos Open Los Cabos, Mexic ATP 250 Hard – 920.480 $ – 28S/16Q/16D Simplu – Dublu             | Denis Șapovalov 6–4, 6–2                                  | Aleksandar Kovacevic             | Andrei Rubliov Adam Walton                 | Emilio Nava Juan Pablo Ficovich Tristan Schoolkate James Duckworth           |
| 14 iul       | Los Cabos Open Los Cabos, Mexic ATP 250 Hard – 920.480 $ – 28S/16Q/16D Simplu – Dublu             | Robert Cash JJ Tracy 7–6(7–4), 6–4                        | Blake Bayldon Tristan Schoolkate | Andrei Rubliov Adam Walton                 | Emilio Nava Juan Pablo Ficovich Tristan Schoolkate James Duckworth           |
| 14 iul       | Swedish Open Båstad, Suedia ATP 250 Zgură – 596.035 € – 28S/16Q/16D Simplu – Dublu                | Luciano Darderi 6–4, 3–6, 6–3                             | Jesper de Jong                   | Francisco Cerúndolo Camilo Ugo Carabelli   | Damir Džumhur Sebastián Báez Filip Misolic Tallon Griekspoor                 |
| 14 iul       | Swedish Open Båstad, Suedia ATP 250 Zgură – 596.035 € – 28S/16Q/16D Simplu – Dublu                | Guido Andreozzi Sander Arends 6–7(4–7), 7–5, [10–6]       | Adam Pavlásek Jan Zieliński      | Francisco Cerúndolo Camilo Ugo Carabelli   | Damir Džumhur Sebastián Báez Filip Misolic Tallon Griekspoor                 |
| 14 iul       | Swiss Open Gstaad, Elveția ATP 250 Zgură – 596.035 € – 28S/16Q/16D Simplu – Dublu                 | Alexander Bublik 6–4, 4–6, 6–3                            | Juan Manuel Cerúndolo            | Ignacio Buse Arthur Cazaux                 | Casper Ruud RA Burruchaga Jérôme Kym Francisco Comesaña                      |
| 14 iul       | Swiss Open Gstaad, Elveția ATP 250 Zgură – 596.035 € – 28S/16Q/16D Simplu – Dublu                 | Francisco Cabral Lucas Miedler 6–7(4–7), 7–6(7–4), [10–3] | Hendrik Jebens Albano Olivetti   | Ignacio Buse Arthur Cazaux                 | Casper Ruud RA Burruchaga Jérôme Kym Francisco Comesaña                      |
| 21 iul       | Washington Open Washington, Statele Unite ATP 500 Hard – 2.396.115 $ – 48S/24Q/16D Simplu – Dublu | Alex de Minaur 5–7, 6–1, 7–6(7–3)                         | Alejandro Davidovici Fokina      | Ben Shelton Corentin Moutet                | Taylor Fritz Frances Tiafoe Daniil Medvedev Brandon Nakashima                |
| 21 iul       | Washington Open Washington, Statele Unite ATP 500 Hard – 2.396.115 $ – 48S/24Q/16D Simplu – Dublu | Simone Bolelli Andrea Vavassori 6–3, 6–4                  | Hugo Nys Édouard Roger-Vasselin  | Ben Shelton Corentin Moutet                | Taylor Fritz Frances Tiafoe Daniil Medvedev Brandon Nakashima                |
| 21 iul       | Austrian Open Kitzbühel, Austria ATP 250 Zgură – 596.035 € – 28S/16Q/16D Simplu – Dublu           | Alexander Bublik 6–4, 6–3                                 | Arthur Cazaux                    | Botic van de Zandschulp Arthur Rinderknech | Alexander Shevchenko Thiago Seyboth Wild Jan-Lennard Struff Yannick Hanfmann |
| 21 iul       | Austrian Open Kitzbühel, Austria ATP 250 Zgură – 596.035 € – 28S/16Q/16D Simplu – Dublu           | Petr Nouza Patrik Rikl 1–6, 7–6(7–3), [10–5]              | Neil Oberleitner Joel Schwärzler | Botic van de Zandschulp Arthur Rinderknech | Alexander Shevchenko Thiago Seyboth Wild Jan-Lennard Struff Yannick Hanfmann |
| 21 iul       | Croatia Open Umag, Croația ATP 250 Zgură – 596.035 € – 28S/16Q/16D Simplu – Dublu                 | Luciano Darderi 6–3, 6–3                                  | Carlos Taberner                  | Damir Džumhur Camilo Ugo Carabelli         | Jesper de Jong Titouan Droguet Pablo Llamas Ruiz Dino Prižmić                |
| 21 iul       | Croatia Open Umag, Croația ATP 250 Zgură – 596.035 € – 28S/16Q/16D Simplu – Dublu                 | Romain Arneodo Manuel Guinard 7–5, 7–6(7–2)               | Patrik Trhac Marcus Willis       | Damir Džumhur Camilo Ugo Carabelli         | Jesper de Jong Titouan Droguet Pablo Llamas Ruiz Dino Prižmić                |
| 27 iul 4 aug | Canadian Open Toronto, Canada ATP Masters 1000 Hard – 9.193.540 $ – 96S/48Q/32D Simplu – Dublu    | Ben Shelton 6–7(5–7), 6–4, 7–6(7–3)                       | Karen Haceanov                   | Alexander Zverev Taylor Fritz              | Alexei Popyrin Alex Michelsen Alex de Minaur Andrei Rubliov                  |
| 27 iul 4 aug | Canadian Open Toronto, Canada ATP Masters 1000 Hard – 9.193.540 $ – 96S/48Q/32D Simplu – Dublu    | Julian Cash Lloyd Glasspool 6–3, 6–7(5–7), [13–11]        | Joe Salisbury Neal Skupski       | Alexander Zverev Taylor Fritz              | Alexei Popyrin Alex Michelsen Alex de Minaur Andrei Rubliov                  |

### August
| Săptă mâna   | Turneu | Campioni                                  | Finaliști                      | Semifinaliști                   | Sfert-finaliști                                              |
| ------------ | --- | ----------------------------------------- | ------------------------------ | ------------------------------- | ------------------------------------------------------------ |
| 4 aug 11 aug | Cincinnati Open Mason, Statele Unite ATP Masters 1000 Hard – 9.193.540 $ – 96S/48Q/32D Simplu – Dublu           | Carlos Alcaraz 5–0 ret.                   | Jannik Sinner                  | Térence Atmane Alexander Zverev | Félix Auger-Aliassime Holger Rune Ben Shelton Andrei Rubliov |
| 4 aug 11 aug | Cincinnati Open Mason, Statele Unite ATP Masters 1000 Hard – 9.193.540 $ – 96S/48Q/32D Simplu – Dublu           | Nikola Mektić Rajeev Ram 4–6, 6–3, [10–5] | Lorenzo Musetti Lorenzo Sonego | Térence Atmane Alexander Zverev | Félix Auger-Aliassime Holger Rune Ben Shelton Andrei Rubliov |
| 18 aug       | Winston-Salem Open Winston-Salem, Statele Unite ATP 250 Hard – 798.335 $ – 48S/16Q/16D Simplu – Dublu           | · vs. ·                                   | · vs. ·                        | ·                               | ·                                                            |
| 18 aug       | Winston-Salem Open Winston-Salem, Statele Unite ATP 250 Hard – 798.335 $ – 48S/16Q/16D Simplu – Dublu           | / · vs. · /                               |                                | ·                               | ·                                                            |
| 25 aug 1 sep | U.S. Open New York City, Statele Unite Grand Slam Hard – 45.000.000 $ – 128S/128Q/64D/32X Simplu – Dublu – Mixt | · vs. ·                                   | · vs. ·                        | ·                               | ·                                                            |
| 25 aug 1 sep | U.S. Open New York City, Statele Unite Grand Slam Hard – 45.000.000 $ – 128S/128Q/64D/32X Simplu – Dublu – Mixt | / · vs. · /                               |                                | ·                               | ·                                                            |
| 25 aug 1 sep | U.S. Open New York City, Statele Unite Grand Slam Hard – 45.000.000 $ – 128S/128Q/64D/32X Simplu – Dublu – Mixt | / · vs. · /                               |                                | ·                               | ·                                                            |

### Septembrie
| Săptă mâna   | Turneu                                                                                  | Campioni                             | Finaliști                            | Semifinaliști | Sfert-finaliști |
| ------------ | --------------------------------------------------------------------------------------- | ------------------------------------ | ------------------------------------ | ------------- | --------------- |
| 8 sep        | Turul al doilea al calificărilor pentru Cupa Davis 14 echipe                            | vs vs vs                             | vs vs vs                             |               |                 |
| 15 sep       | Cupa Laver San Francisco, Statele Unite Hard (i) – $                                    | Echipa Restul Lumii vs Echipa Europa | Echipa Restul Lumii vs Echipa Europa |               |                 |
| 15 sep       | Chengdu Open Chengdu, China ATP 250 Hard – $ – 28S/16Q/16D Simplu – Dublu               | · vs. ·                              | · vs. ·                              | ·             | ·               |
| 15 sep       | Chengdu Open Chengdu, China ATP 250 Hard – $ – 28S/16Q/16D Simplu – Dublu               | / · vs. · /                          |                                      | ·             | ·               |
| 15 sep       | Hangzhou Open Hangzhou, China ATP 250 Hard (i) – $ – 28S/16Q/16D Simplu – Dublu         | · vs. ·                              | · vs. ·                              | ·             | ·               |
| 15 sep       | Hangzhou Open Hangzhou, China ATP 250 Hard (i) – $ – 28S/16Q/16D Simplu – Dublu         | / · vs. · /                          |                                      | ·             | ·               |
| 22 sep       | China Open Beijing, China ATP 500 Hard – $ – 32S/16Q/16D Simplu – Dublu                 | · vs. ·                              | · vs. ·                              | ·             | ·               |
| 22 sep       | China Open Beijing, China ATP 500 Hard – $ – 32S/16Q/16D Simplu – Dublu                 | / · vs. · /                          |                                      | ·             | ·               |
| 22 sep       | Japan Open Tokyo, Japonia ATP 500 Hard (i) – $ – 32S/16Q/16D Simplu – Dublu             | · vs. ·                              | · vs. ·                              | ·             | ·               |
| 22 sep       | Japan Open Tokyo, Japonia ATP 500 Hard (i) – $ – 32S/16Q/16D Simplu – Dublu             | / · vs. · /                          |                                      | ·             | ·               |
| 29 sep 6 oct | Shanghai Masters Shanghai, China ATP Masters 1000 Hard – $ – 96S/48Q/32D Simplu – Dublu | · vs. ·                              | · vs. ·                              | ·             | ·               |
| 29 sep 6 oct | Shanghai Masters Shanghai, China ATP Masters 1000 Hard – $ – 96S/48Q/32D Simplu – Dublu | / · vs. · /                          |                                      | ·             | ·               |

### Octombrie
| Săptă mâna | Turneu                                                                                 | Campioni    | Finaliști | Semifinaliști | Sfert-finaliști |
| ---------- | -------------------------------------------------------------------------------------- | ----------- | --------- | ------------- | --------------- |
| 13 oct     | Almaty Open Almaty, Kazakhstan ATP 250 Hard – $ – 28S/16Q/16D Simplu – Dublu           | · vs. ·     | · vs. ·   | ·             | ·               |
| 13 oct     | Almaty Open Almaty, Kazakhstan ATP 250 Hard – $ – 28S/16Q/16D Simplu – Dublu           | / · vs. · / |           | ·             | ·               |
| 13 oct     | European Open Anvers, Belgia ATP 250 Hard (i) – € – 28S/16Q/16D Simplu – Dublu         | · vs. ·     | · vs. ·   | ·             | ·               |
| 13 oct     | European Open Anvers, Belgia ATP 250 Hard (i) – € – 28S/16Q/16D Simplu – Dublu         | / · vs. · / |           | ·             | ·               |
| 13 oct     | Stockholm Open Stockholm, Suedia ATP 250 Hard (i) – € – 28S/16Q/16D Simplu – Dublu     | · vs. ·     | · vs. ·   | ·             | ·               |
| 13 oct     | Stockholm Open Stockholm, Suedia ATP 250 Hard (i) – € – 28S/16Q/16D Simplu – Dublu     | / · vs. · / |           | ·             | ·               |
| 20 oct     | Swiss Indoors Basel, Elveția ATP 500 Hard (i) – € – 32S/16Q/16D Simplu – Dublu         | · vs. ·     | · vs. ·   | ·             | ·               |
| 20 oct     | Swiss Indoors Basel, Elveția ATP 500 Hard (i) – € – 32S/16Q/16D Simplu – Dublu         | / · vs. · / |           | ·             | ·               |
| 20 oct     | Vienna Open Viena, Austria ATP 500 Hard (i) – € – 32S/16Q/16D Simplu – Dublu           | · vs. ·     | · vs. ·   | ·             | ·               |
| 20 oct     | Vienna Open Viena, Austria ATP 500 Hard (i) – € – 32S/16Q/16D Simplu – Dublu           | / · vs. · / |           | ·             | ·               |
| 27 oct     | Paris Masters Paris, Franța ATP Masters 1000 Hard (i) – € – 56S/28Q/32D Simplu – Dublu | · vs. ·     | · vs. ·   | ·             | ·               |
| 27 oct     | Paris Masters Paris, Franța ATP Masters 1000 Hard (i) – € – 56S/28Q/32D Simplu – Dublu | / · vs. · / |           | ·             | ·               |

### Noiembrie
| Săptă mâna | Turneu                                                                         | Campioni    | Finaliști | Semifinaliști | Sfert-finaliști |
| ---------- | ------------------------------------------------------------------------------ | ----------- | --------- | ------------- | --------------- |
| 3 nov      | Belgrad Open Belgrad, Serbia ATP 250 Hard (i) – € – 28S/16Q/16D Simplu – Dublu | · vs. ·     | · vs. ·   | ·             | ·               |
| 3 nov      | Belgrad Open Belgrad, Serbia ATP 250 Hard (i) – € – 28S/16Q/16D Simplu – Dublu | / · vs. · / |           | ·             | ·               |
| 3 nov      | Moselle Open Metz, Franța ATP 250 Hard (i) – € – 28S/16Q/16D Simplu – Dublu    | · vs. ·     | · vs. ·   | ·             | ·               |
| 3 nov      | Moselle Open Metz, Franța ATP 250 Hard (i) – € – 28S/16Q/16D Simplu – Dublu    | / · vs. · / |           | ·             | ·               |
| 10 nov     | ATP Finals Torino, Italia ATP Finals Hard (i) – $ – 8S/8D (RR) Simplu – Dublu  | · vs. ·     | · vs. ·   | ·             | ·               |
| 10 nov     | ATP Finals Torino, Italia ATP Finals Hard (i) – $ – 8S/8D (RR) Simplu – Dublu  | / · vs. · / |           | ·             | ·               |
| 17 nov     | Turneul final al Cupei Davis Bologna, Italia Hard (i) – 8 echipe               | · vs. ·     | · vs. ·   | ·             |                 |

## Informații statistice
Aceste tabele prezintă numărul de titluri de simplu (S), dublu (D) și dublu mixt (X) câștigate de fiecare jucător și fiecare țară în timpul sezonului, în cadrul tuturor categoriilor de turnee ale turneului ATP 2024: turneele de Grand Slam, Turneul Campionilor, ATP Tour Masters 1000, seria ATP Tour 500, seria ATP Tour 250. Jucătorii/țările sunt sortate după:
1. Numărul total de titluri (un titlu de dublu câștigat de doi jucători care reprezintă aceeași țară reprezintă o singură victorie pentru țară);
2. Importanța cumulată a acestor titluri (o victorie de Grand Slam egal cu două victorii Masters 1000, o victorie la Finala ATP egal cu o victorie Masters 1000 și jumătate, o victorie Masters 1000 egal cu două victorii de evenimente 500, o victorie de evenimente 500 egal cu două evenimente 250 câștigate);
3. Ierarhie simplu > dublu > dublu mixt;
4. Ordine alfabetică (după numele de familie al jucătorului).

| Grand Slam            |
| Finala ATP            |
| ATP Tour Masters 1000 |
| ATP Tour 500          |
| ATP Tour 250          |

### Titluri câștigate per jucător
| Total | Țară                              | Grand Slam | Grand Slam | Grand Slam | ATP Finals | ATP Finals | ATP 1000 | ATP 1000 | ATP 1000 | ATP 500 | ATP 500 | ATP 250 | ATP 250 | Total | Total | Total |
| Total | Țară                              | S          | D          | X          | S          | D          | S        | D        | X        | S       | D       | S       | D       | S     | D     | X     |
| ----- | --------------------------------- | ---------- | ---------- | ---------- | ---------- | ---------- | -------- | -------- | -------- | ------- | ------- | ------- | ------- | ----- | ----- | ----- |
| 6     | Andrea Vavassori (ITA)            |            |            | ●          |            |            |          |          | ●        |         | ●       |         | ●       | 0     | 4     | 2     |
| 6     | Julian Cash (GBR)                 |            | ●          |            |            |            |          | ●        |          |         | ●       |         | ●       | 0     | 6     | 0     |
| 6     | Lloyd Glasspool (GBR)             |            | ●          |            |            |            |          | ●        |          |         | ●       |         | ●       | 0     | 6     | 0     |
| 6     | Carlos Alcaraz (ESP)              | ●          |            |            |            |            | ●        |          |          | ●       |         |         |         | 6     | 0     | 0     |
| 4     | Simone Bolelli (ITA)              |            |            |            |            |            |          |          |          |         | ●       |         | ●       | 0     | 4     | 0     |
| 3     | Marcel Granollers (ESP)           |            | ●          |            |            |            |          | ●        |          |         |         |         | ●       | 0     | 3     | 0     |
| 3     | Horacio Zeballos (ARG)            |            | ●          |            |            |            |          | ●        |          |         |         |         | ●       | 0     | 3     | 0     |
| 3     | Marcelo Arévalo (ESA)             |            |            |            |            |            |          | ●        |          |         |         |         |         | 0     | 3     | 0     |
| 3     | Mate Pavić (CRO)                  |            |            |            |            |            |          | ●        |          |         |         |         |         | 0     | 3     | 0     |
| 3     | Alexander Bublik (KAZ)            |            |            |            |            |            |          |          |          | ●       |         | ●       |         | 3     | 0     | 0     |
| 3     | Sander Arends (NED)               |            |            |            |            |            |          |          |          |         | ●       |         | ●       | 0     | 3     | 0     |
| 3     | Luciano Darderi (ITA)             |            |            |            |            |            |          |          |          |         |         | ●       |         | 3     | 0     | 0     |
| 2     | Jannik Sinner (ITA)               | ●          |            |            |            |            |          |          |          |         |         |         |         | 2     | 0     | 0     |
| 2     | Sem Verbeek (NED)                 |            |            | ●          |            |            |          |          |          |         | ●       |         |         | 0     | 1     | 1     |
| 2     | Romain Arneodo (MON)              |            |            |            |            |            |          | ●        |          |         |         |         | ●       | 0     | 2     | 0     |
| 2     | Manuel Guinard (FRA)              |            |            |            |            |            |          | ●        |          |         |         |         | ●       | 0     | 2     | 0     |
| 2     | Nikola Mektić (CRO)               |            |            |            |            |            |          | ●        |          |         |         |         | ●       | 0     | 2     | 0     |
| 2     | Christian Harrison (USA)          |            |            |            |            |            |          |          |          |         | ●       |         |         | 0     | 2     | 0     |
| 2     | Evan King (USA)                   |            |            |            |            |            |          |          |          |         | ●       |         |         | 0     | 2     | 0     |
| 2     | Flavio Cobolli (ITA)              |            |            |            |            |            |          |          |          | ●       |         | ●       |         | 2     | 0     | 0     |
| 2     | Denis Șapovalov (CAN)             |            |            |            |            |            |          |          |          | ●       |         | ●       |         | 2     | 0     | 0     |
| 2     | Luke Johnson (GBR)                |            |            |            |            |            |          |          |          |         | ●       |         | ●       | 0     | 2     | 0     |
| 2     | Félix Auger-Aliassime (CAN)       |            |            |            |            |            |          |          |          |         |         | ●       |         | 2     | 0     | 0     |
| 2     | Taylor Fritz (USA)                |            |            |            |            |            |          |          |          |         |         | ●       |         | 2     | 0     | 0     |
| 2     | Miomir Kecmanović (SRB)           |            |            |            |            |            |          |          |          |         |         | ●       | ●       | 1     | 1     | 0     |
| 2     | Guido Andreozzi (ARG)             |            |            |            |            |            |          |          |          |         |         |         | ●       | 0     | 2     | 0     |
| 1     | Harri Heliövaara (FIN)            |            | ●          |            |            |            |          |          |          |         |         |         |         | 0     | 1     | 0     |
| 1     | Henry Patten (GBR)                |            | ●          |            |            |            |          |          |          |         |         |         |         | 0     | 1     | 0     |
| 1     | John Peers (AUS)                  |            |            | ●          |            |            |          |          |          |         |         |         |         | 0     | 0     | 1     |
| 1     | Jack Draper (GBR)                 |            |            |            |            |            | ●        |          |          |         |         |         |         | 1     | 0     | 0     |
| 1     | Jakub Menšík (CZE)                |            |            |            |            |            | ●        |          |          |         |         |         |         | 1     | 0     | 0     |
| 1     | Casper Ruud (NOR)                 |            |            |            |            |            | ●        |          |          |         |         |         |         | 1     | 0     | 0     |
| 1     | Ben Shelton (USA)                 |            |            |            |            |            | ●        |          |          |         |         |         |         | 1     | 0     | 0     |
| 1     | Rajeev Ram (USA)                  |            |            |            |            |            |          | ●        |          |         |         |         |         | 0     | 1     | 0     |
| 1     | Sebastián Báez (ARG)              |            |            |            |            |            |          |          |          | ●       |         |         |         | 1     | 0     | 0     |
| 1     | Alex de Minaur (AUS)              |            |            |            |            |            |          |          |          | ●       |         |         |         | 1     | 0     | 0     |
| 1     | Tomáš Macháč (CZE)                |            |            |            |            |            |          |          |          | ●       |         |         |         | 1     | 0     | 0     |
| 1     | Andrei Rubliov                    |            |            |            |            |            |          |          |          | ●       |         |         |         | 1     | 0     | 0     |
| 1     | Holger Rune (DEN)                 |            |            |            |            |            |          |          |          | ●       |         |         |         | 1     | 0     | 0     |
| 1     | Stefanos Tsitsipas (GRE)          |            |            |            |            |            |          |          |          | ●       |         |         |         | 1     | 0     | 0     |
| 1     | Alexander Zverev (GER)            |            |            |            |            |            |          |          |          | ●       |         |         |         | 1     | 0     | 0     |
| 1     | Yuki Bhambri (IND)                |            |            |            |            |            |          |          |          |         | ●       |         |         | 0     | 1     | 0     |
| 1     | André Göransson (SWE)             |            |            |            |            |            |          |          |          |         | ●       |         |         | 0     | 1     | 0     |
| 1     | Kevin Krawietz (GER)              |            |            |            |            |            |          |          |          |         | ●       |         |         | 0     | 1     | 0     |
| 1     | Rafael Matos (BRA)                |            |            |            |            |            |          |          |          |         | ●       |         |         | 0     | 1     | 0     |
| 1     | Marcelo Melo (BRA)                |            |            |            |            |            |          |          |          |         | ●       |         |         | 0     | 1     | 0     |
| 1     | Alexei Popyrin (AUS)              |            |            |            |            |            |          |          |          |         | ●       |         |         | 0     | 1     | 0     |
| 1     | Tim Pütz (GER)                    |            |            |            |            |            |          |          |          |         | ●       |         |         | 0     | 1     | 0     |
| 1     | Jenson Brooksby (USA)             |            |            |            |            |            |          |          |          |         |         | ●       |         | 1     | 0     | 0     |
| 1     | Gabriel Diallo (CAN)              |            |            |            |            |            |          |          |          |         |         | ●       |         | 1     | 0     | 0     |
| 1     | Laslo Djere (SRB)                 |            |            |            |            |            |          |          |          |         |         | ●       |         | 1     | 0     | 0     |
| 1     | Novak Djokovic (SRB)              |            |            |            |            |            |          |          |          |         |         | ●       |         | 1     | 0     | 0     |
| 1     | João Fonseca (BRA)                |            |            |            |            |            |          |          |          |         |         | ●       |         | 1     | 0     | 0     |
| 1     | Ugo Humbert (FRA)                 |            |            |            |            |            |          |          |          |         |         | ●       |         | 1     | 0     | 0     |
| 1     | Jiří Lehečka (CZE)                |            |            |            |            |            |          |          |          |         |         | ●       |         | 1     | 0     | 0     |
| 1     | Gaël Monfils (FRA)                |            |            |            |            |            |          |          |          |         |         | ●       |         | 1     | 0     | 0     |
| 1     | Alexandre Müller (FRA)            |            |            |            |            |            |          |          |          |         |         | ●       |         | 1     | 0     | 0     |
| 1     | Théo Arribagé (FRA)               |            |            |            |            |            |          |          |          |         |         |         | ●       | 0     | 1     | 0     |
| 1     | Nicolás Barrientos (COL)          |            |            |            |            |            |          |          |          |         |         |         | ●       | 0     | 1     | 0     |
| 1     | Rithvik Choudary Bollipalli (IND) |            |            |            |            |            |          |          |          |         |         |         | ●       | 0     | 1     | 0     |
| 1     | Benjamin Bonzi (FRA)              |            |            |            |            |            |          |          |          |         |         |         | ●       | 0     | 1     | 0     |
| 1     | Francisco Cabral (POR)            |            |            |            |            |            |          |          |          |         |         |         | ●       | 0     | 1     | 0     |
| 1     | Robert Cash (USA)                 |            |            |            |            |            |          |          |          |         |         |         | ●       | 0     | 1     | 0     |
| 1     | Sadio Doumbia (FRA)               |            |            |            |            |            |          |          |          |         |         |         | ●       | 0     | 1     | 0     |
| 1     | Matthew Ebden (AUS)               |            |            |            |            |            |          |          |          |         |         |         | ●       | 0     | 1     | 0     |
| 1     | Santiago González (MEX)           |            |            |            |            |            |          |          |          |         |         |         | ●       | 0     | 1     | 0     |
| 1     | Robin Haase (NED)                 |            |            |            |            |            |          |          |          |         |         |         | ●       | 0     | 1     | 0     |
| 1     | Pierre-Hugues Herbert (FRA)       |            |            |            |            |            |          |          |          |         |         |         | ●       | 0     | 1     | 0     |
| 1     | Austin Krajicek (USA)             |            |            |            |            |            |          |          |          |         |         |         | ●       | 0     | 1     | 0     |
| 2     | Petr Nouza (CZE)                  |            |            |            |            |            |          |          |          |         |         |         | ●       | 0     | 2     | 0     |
| 2     | Patrik Rikl (CZE)                 |            |            |            |            |            |          |          |          |         |         |         | ●       | 0     | 2     | 0     |
| 1     | Lucas Miedler (AUT)               |            |            |            |            |            |          |          |          |         |         |         | ●       | 0     | 1     | 0     |
| 1     | Brandon Nakashima (USA)           |            |            |            |            |            |          |          |          |         |         |         | ●       | 0     | 1     | 0     |
| 1     | Fabien Reboul (FRA)               |            |            |            |            |            |          |          |          |         |         |         | ●       | 0     | 1     | 0     |
| 1     | Fernando Romboli (BRA)            |            |            |            |            |            |          |          |          |         |         |         | ●       | 0     | 1     | 0     |
| 1     | John-Patrick Smith (AUS)          |            |            |            |            |            |          |          |          |         |         |         | ●       | 0     | 1     | 0     |
| 1     | Jordan Thompson (AUS)             |            |            |            |            |            |          |          |          |         |         |         | ●       | 0     | 1     | 0     |
| 1     | JJ Tracy (USA)                    |            |            |            |            |            |          |          |          |         |         |         | ●       | 0     | 1     | 0     |
| 1     | Botic van de Zandschulp (NED)     |            |            |            |            |            |          |          |          |         |         |         | ●       | 0     | 1     | 0     |
| 1     | Michael Venus (NZL)               |            |            |            |            |            |          |          |          |         |         |         | ●       | 0     | 1     | 0     |

### Titluri câștigate per țară
| Total | Țară                 | Grand Slam | Grand Slam | Grand Slam | ATP Finals | ATP Finals | ATP 1000 | ATP 1000 | ATP 1000 | ATP 500 | ATP 500 | ATP 250 | ATP 250 | Total | Total | Total |
| Total | Țară                 | S          | D          | X          | S          | D          | S        | D        | X        | S       | D       | S       | D       | S     | D     | X     |
| ----- | -------------------- | ---------- | ---------- | ---------- | ---------- | ---------- | -------- | -------- | -------- | ------- | ------- | ------- | ------- | ----- | ----- | ----- |
| 13    | Italia (ITA)         | 2          |            | 1          |            |            |          |          | 1        | 1       | 3       | 4       | 1       | 7     | 4     | 2     |
| 11    | Statele Unite (USA)  |            |            |            |            |            | 1        | 1        |          |         | 2       | 3       | 4       | 4     | 7     | 0     |
| 10    | Marea Britanie (GBR) |            | 2          |            |            |            | 1        | 1        |          |         | 3       |         | 3       | 1     | 9     | 0     |
| 8     | Spania (ESP)         | 1          | 1          |            |            |            | 2        | 1        |          | 2       |         |         | 1       | 5     | 3     | 0     |
| 8     | Franța (FRA)         |            |            |            |            |            |          | 1        |          |         |         | 3       | 4       | 3     | 5     | 0     |
| 7     | Țările de Jos (NED)  |            |            | 1          |            |            |          |          |          |         | 2       | 1       | 3       | 1     | 5     | 1     |
| 6     | Argentina (ARG)      |            | 1          |            |            |            |          | 1        |          | 1       |         |         | 3       | 1     | 5     | 0     |
| 5     | Australia (AUS)      |            |            | 1          |            |            |          |          |          | 1       | 1       |         | 2       | 1     | 3     | 1     |
| 5     | Cehia (CZE)          |            |            |            |            |            | 1        |          |          | 1       |         | 1       | 2       | 3     | 2     | 0     |
| 5     | Croația (CRO)        |            |            |            |            |            |          | 4        |          |         |         |         | 1       | 0     | 5     | 0     |
| 5     | Canada (CAN)         |            |            |            |            |            |          |          |          | 1       |         | 4       |         | 5     | 0     | 0     |
| 4     | Serbia (SRB)         |            |            |            |            |            |          |          |          |         |         | 3       | 1       | 3     | 1     | 0     |
| 3     | El Salvador (ESA)    |            |            |            |            |            |          | 3        |          |         |         |         |         | 0     | 3     | 0     |
| 3     | Kazahstan (KAZ)      |            |            |            |            |            |          |          |          | 1       |         | 2       |         | 3     | 0     | 0     |
| 3     | Brazilia (BRA)       |            |            |            |            |            |          |          |          |         | 1       | 1       | 1       | 1     | 2     | 0     |
| 2     | Monaco (MON)         |            |            |            |            |            |          | 1        |          |         |         |         | 1       | 0     | 2     | 0     |
| 2     | Germania (GER)       |            |            |            |            |            |          |          |          | 1       | 1       |         |         | 1     | 1     | 0     |
| 2     | India (IND)          |            |            |            |            |            |          |          |          |         | 1       |         | 1       | 0     | 2     | 0     |
| 2     | Mexic (MEX)          |            |            |            |            |            |          |          |          |         |         |         | 2       | 0     | 2     | 0     |
| 1     | Finlanda (FIN)       |            | 1          |            |            |            |          |          |          |         |         |         |         | 0     | 1     | 0     |
| 1     | Norvegia (NOR)       |            |            |            |            |            | 1        |          |          |         |         |         |         | 1     | 0     | 0     |
| 1     | Danemarca (DEN)      |            |            |            |            |            |          |          |          | 1       |         |         |         | 1     | 0     | 0     |
| 1     | Grecia (GRE)         |            |            |            |            |            |          |          |          | 1       |         |         |         | 1     | 0     | 0     |
| 1     | Suedia (SWE)         |            |            |            |            |            |          |          |          |         | 1       |         |         | 0     | 1     | 0     |
| 1     | Austria (AUT)        |            |            |            |            |            |          |          |          |         |         |         | 1       | 0     | 1     | 0     |
| 1     | Columbia (COL)       |            |            |            |            |            |          |          |          |         |         |         | 1       | 0     | 1     | 0     |
| 1     | Noua Zeelandă (NZL)  |            |            |            |            |            |          |          |          |         |         |         | 1       | 0     | 1     | 0     |
| 1     | Portugalia (POR)     |            |            |            |            |            |          |          |          |         |         |         | 1       | 0     | 1     | 0     |

### Informații despre titluri
Următorii jucători au câștigat primul lor titlu din circuitul principal la simplu, dublu sau dublu mixt:
Simplu
- Alexandre Müller (27 ani, 339 zile) – Hong Kong (tablou principal)
- João Fonseca (18 ani, 179 zile) – Buenos Aires (tablou principal)
- Tomáš Macháč (24 ani, 139 zile) – Acapulco (tablou principal)
- Jakub Menšík (19 ani, 210 zile) – Miami (tablou principal)

Dublu
- Christian Harrison (30 ani, 256 zile) – Dallas (tablou principal)
- Evan King (32 ani, 321 zile) – Dallas (tablou principal)
- Théo Arribagé (24 ani, 130 zile) – Buenos Aires (tablou principal)
- Benjamin Bonzi (28 ani, 252 zile) – Marseille (tablou principal)
- Brandon Nakashima (23 ani, 197 zile) – Delray Beach (tablou principal)
- Alexei Popyrin (25 ani, 208 zile) – Dubai (tablou principal)

Mixt

### Cel mai bun clasament
Următorii jucători și-au atins cea mai înaltă poziție în clasament din carieră în acest sezon în top 50 (jucătorii care și-au făcut debutul în top 10 sunt indicați cu caractere îngroșate):
Simplu
- Pedro Martínez (a ajuns locul Nr. 37 la 17 februarie)
- Jack Draper (a ajuns locul Nr. 12 la 24 februarie)
- Giovanni Mpetshi Perricard (a ajuns locul Nr. 29 la 24 februarie)
- Pedro Martínez (a ajuns locul Nr. 36 la 24 februarie)
- Tomáš Macháč (a ajuns locul Nr. 20 la 3 martie)
- Arthur Fils (a ajuns locul Nr. 14 la 14 aprilie)
- Francisco Cerúndolo (a ajuns locul Nr. 18 la 5 mai)
- Brandon Nakashima (a ajuns locul Nr. 29 la 5 mai)
- Zizou Bergs (a ajuns locul Nr. 49 la 19 mai)
- Jack Draper (a ajuns locul Nr. 4 la 9 iunie)
- Lorenzo Musetti (a ajuns locul Nr. 6 la 9 iunie)
- Tommy Paul (a ajuns locul Nr. 8 la 9 iunie)
- Alexei Popyrin (a ajuns locul Nr. 21 la 9 iunie)
- Jacob Fearnley (a ajuns locul Nr. 49 la 9 iunie)
- Quentin Halys (a ajuns locul Nr. 46 la 30 iunie)
- Alex Michelsen (a ajuns locul Nr. 30 la 14 iulie)
- Ben Shelton (a ajuns locul Nr. 8 la 21 iulie)
- Flavio Cobolli (a ajuns locul Nr. 18 la 21 iulie)
- Jakub Menšík (a ajuns locul Nr. 16 la 18 august)
- Jiří Lehečka (a ajuns locul Nr. 21 la 18 august)
- Gabriel Diallo (a ajuns locul Nr. 33 la 18 august)
- Alexandre Müller (a ajuns locul Nr. 38 la 18 august)
- Corentin Moutet (a ajuns locul Nr. 41 la 18 august)
- Camilo Ugo Carabelli (a ajuns locul Nr. 43 la 18 august)
- João Fonseca (a ajuns locul Nr. 44 la 18 august)
- Jaume Munar (a ajuns locul Nr. 46 la 18 august)
- Learner Tien (a ajuns locul Nr. 48 la 18 august)

Dublu
- Henry Patten (a ajuns locul Nr. 3 la 27 ianuarie)
- Nathaniel Lammons (a ajuns locul Nr. 17 la 27 ianuarie)
- Kevin Krawietz (a ajuns locul Nr. 5 la 10 februarie)
- Robert Galloway (a ajuns locul Nr. 25 la 10 februarie)
- Tim Pütz (a ajuns locul Nr. 6 la 17 februarie)
- Harri Heliövaara (a ajuns locul Nr.  3 la 31 martie)
- Yuki Bhambri (a ajuns locul Nr. 26 la 31 martie)
- Sebastian Korda (a ajuns locul Nr. 46 la 31 martie)
- Manuel Guinard (a ajuns locul Nr. 36 la 14 aprilie)
- Evan King (a ajuns locul Nr. 18 la 5 mai)
- André Göransson (a ajuns locul Nr. 26 la 19 mai)
- Sem Verbeek (a ajuns locul Nr. 29 la 19 mai)
- Fabien Reboul (a ajuns locul Nr. 22 la 26 mai)
- Sadio Doumbia (a ajuns locul Nr. 26 la 26 mai)
- Constantin Frantzen (a ajuns locul Nr. 42 la 9 iunie)
- Christian Harrison (a ajuns locul Nr. 17 la 14 iulie)
- David Pel (a ajuns locul Nr. 37 la 14 iulie)
- Sander Arends (a ajuns locul Nr. 23 la 21 iulie)
- Luke Johnson (a ajuns locul Nr. 28 la 21 iulie)
- Guido Andreozzi (a ajuns locul Nr. 40 la 4 august)
- Fernando Romboli (a ajuns locul Nr. 44 la 4 august)
- John-Patrick Smith (a ajuns locul Nr. 50 la 4 august)
- Lloyd Glasspool (a ajuns locul Nr. 1 la 18 august)
- Julian Cash (a ajuns locul Nr. 2 la 18 august)
- Lucas Miedler (a ajuns locul Nr. 28 la 18 august)
- Francisco Cabral (a ajuns locul Nr. 29 la 18 august)
- Romain Arneodo (a ajuns locul Nr. 39 la 18 august)
- Théo Arribagé (a ajuns locul Nr. 48 la 18 august)

## Clasament ATP
Acestea sunt clasamentele ATP ale primilor 20 de jucători de simplu și dublu la data actuală a sezonului 2025.
| Clasament ATP (simplu), la data de 18 august 2025 | Clasament ATP (simplu), la data de 18 august 2025 | Clasament ATP (simplu), la data de 18 august 2025 | Clasament ATP (simplu), la data de 18 august 2025 | Clasament ATP (simplu), la data de 18 august 2025 |
| #                                                 | Jucător                                           | Puncte                                            | Mod.                                              |                                                   |
| ------------------------------------------------- | ------------------------------------------------- | ------------------------------------------------- | ------------------------------------------------- | ------------------------------------------------- |
| 1                                                 | Jannik Sinner (ITA)                               | 11,480                                            | ▬                                                 |                                                   |
| 2                                                 | Carlos Alcaraz (ESP)                              | 9,240                                             | ▬                                                 |                                                   |
| 3                                                 | Alexander Zverev (GER)                            | 6,230                                             | ▬                                                 |                                                   |
| 4                                                 | Taylor Fritz (USA)                                | 5,575                                             | ▬                                                 |                                                   |
| 5                                                 | Jack Draper (GBR)                                 | 4,440                                             | ▬                                                 |                                                   |
| 6                                                 | Ben Shelton (USA)                                 | 4,280                                             | ▬                                                 |                                                   |
| 7                                                 | Novak Djokovic (SRB)                              | 4,130                                             | ▬                                                 |                                                   |
| 8                                                 | Alex de Minaur (AUS)                              | 3,545                                             | ▬                                                 |                                                   |
| 9                                                 | Karen Haceanov                                    | 3,240                                             | ▲ 3                                               |                                                   |
| 10                                                | Lorenzo Musetti (ITA)                             | 3,205                                             | ▬                                                 |                                                   |
| 11                                                | Holger Rune (DEN)                                 | 3,050                                             | ▼ 2                                               |                                                   |
| 12                                                | Casper Ruud (NOR)                                 | 2,905                                             | ▲ 1                                               |                                                   |
| 13                                                | Daniil Medvedev                                   | 2,760                                             | ▲ 2                                               |                                                   |
| 14                                                | Tommy Paul (USA)                                  | 2,610                                             | ▲ 2                                               |                                                   |
| 15                                                | Andrei Rubliov                                    | 2,610                                             | ▼ 4                                               |                                                   |
| 16                                                | Jakub Menšík (CZE)                                | 2,430                                             | ▲ 1                                               |                                                   |
| 17                                                | Frances Tiafoe (USA)                              | 2,340                                             | ▼ 3                                               |                                                   |
| 18                                                | Alejandro Davidovich Fokina (ESP)                 | 2,185                                             | ▬                                                 |                                                   |
| 19                                                | Francisco Cerundolo (ARG)                         | 2,135                                             | ▲ 4                                               |                                                   |
| 20                                                | Arthur Fils (FRA)                                 | 2,120                                             | ▬                                                 |                                                   |

| Clasament ATP (dublu) la data de 18 august 2025 | Clasament ATP (dublu) la data de 18 august 2025 | Clasament ATP (dublu) la data de 18 august 2025 | Clasament ATP (dublu) la data de 18 august 2025 | Clasament ATP (dublu) la data de 18 august 2025 |
| #                                               | Jucător                                         | Puncte                                          | Mod.                                            |                                                 |
| ----------------------------------------------- | ----------------------------------------------- | ----------------------------------------------- | ----------------------------------------------- | ----------------------------------------------- |
| 1                                               | Lloyd Glasspool (GBR)                           | 8,390                                           | ▲ 2                                             |                                                 |
| 2                                               | Julian Cash (GBR)                               | 7,850                                           | ▲ 2                                             |                                                 |
| 3                                               | Marcelo Arévalo (ESA)                           | 7,595                                           | ▼ 2                                             |                                                 |
| =                                               | Mate Pavić (CRO)                                | 7,595                                           | ▼ 2                                             |                                                 |
| 5                                               | Harri Heliövaara (FIN)                          | 6,330                                           | ▬                                               |                                                 |
| =                                               | Henry Patten (GBR)                              | 6,330                                           | ▬                                               |                                                 |
| 7                                               | Kevin Krawietz (GER)                            | 6,015                                           | ▲ 1                                             |                                                 |
| 8                                               | Tim Pütz (GER)                                  | 5,925                                           | ▲ 2                                             |                                                 |
| 9                                               | Nikola Mektić (CRO)                             | 5,580                                           | ▲ 6                                             |                                                 |
| 10                                              | Neal Skupski (GBR)                              | 5,310                                           | ▲ 1                                             |                                                 |
| 11                                              | Horacio Zeballos (ARG)                          | 4,865                                           | ▼ 4                                             |                                                 |
| 12                                              | Simone Bolelli (ITA)                            | 4,850                                           | ▲ 1                                             |                                                 |
| 13                                              | Andrea Vavassori (ITA)                          | 4,850                                           | ▲ 1                                             |                                                 |
| 14                                              | Marcel Granollers (ESP)                         | 4,775                                           | ▼ 5                                             |                                                 |
| 15                                              | Joe Salisbury (GBR)                             | 4,380                                           | ▼ 3                                             |                                                 |
| 16                                              | Jordan Thompson (AUS)                           | 4,105                                           | ▬                                               |                                                 |
| 17                                              | Christian Harrison (USA)                        | 3,760                                           | ▬                                               |                                                 |
| 18                                              | Evan King (USA)                                 | 3,680                                           | ▬                                               |                                                 |
| 19                                              | Edouard Roger-Vasselin (FRA)                    | 3,375                                           | ▬                                               |                                                 |
| 20                                              | Andres Molteni (ARG)                            | 3,270                                           | ▲ 1                                             |                                                 |

#### Jucători Nr. 1 la simplu
| Jucător             | Dată start          | Dată stop |
| ------------------- | ------------------- | --------- |
| Jannik Sinner (ITA) | Finalul anului 2024 | prezent   |

#### Jucători Nr. 1 la dublu
| Jucător                                  | Dată start          | Dată stop      |
| ---------------------------------------- | ------------------- | -------------- |
| Marcelo Arévalo (ESA) · Mate Pavić (CRO) | Finalul anului 2024 | 17 august 2025 |
| Lloyd Glasspool (GBR)                    | 18 august 2025      | prezent        |

## Cele mai mari premii în bani în 2025
| Premii în US$ la data de 4 august 2025 | Premii în US$ la data de 4 august 2025 | Premii în US$ la data de 4 august 2025 | Premii în US$ la data de 4 august 2025 | Premii în US$ la data de 4 august 2025 | Premii în US$ la data de 4 august 2025 |
| #                                      | Jucător                                | Simplu                                 | Dublu                                  | Total în 2024                          |                                        |
| -------------------------------------- | -------------------------------------- | -------------------------------------- | -------------------------------------- | -------------------------------------- | -------------------------------------- |
| 1                                      | Carlos Alcaraz                         | $9,507,272                             | $0                                     | $9,507,272                             |                                        |
| 2                                      | Jannik Sinner                          | $8,437,163                             | $6,245                                 | $8,443,408                             |                                        |
| 3                                      | Alexander Zverev                       | $3,859,712                             | $33,161                                | $3,892,873                             |                                        |
| 4                                      | Ben Shelton                            | $3,586,088                             | $105,169                               | $3,691,257                             |                                        |
| 5                                      | Taylor Fritz                           | $3,542,510                             | $19,192                                | $3,561,702                             |                                        |
| 6                                      | Novak Djokovic                         | $3,400,133                             | $12,930                                | $3,413,063                             |                                        |
| 7                                      | Jack Draper                            | $3,267,704                             | $25,290                                | $3,292,994                             |                                        |
| 8                                      | Alex de Minaur                         | $3,014,798                             | $40,869                                | $3,055,667                             |                                        |
| 9                                      | Casper Ruud                            | $2,667,864                             | $9,525                                 | $2,677,389                             |                                        |
| 10                                     | Lorenzo Musetti                        | $2,615,098                             | $48,604                                | $2,663,702                             |                                        |

## Retrageri
Mai jos este o listă a jucătorilor notabili (câștigători ai unui titlu în circuitul principal și/sau care au făcut parte din top 200 al clasamentului ATP la simplu sau top 100 la dublu, timp de cel puțin o săptămână) care și-au anunțat retragerea din tenisul profesionist, au devenit inactivi (după ce nu au jucat mai mult de 52 de săptămâni) sau cărora li s-a interzis definitiv să joace în sezonul 2025:

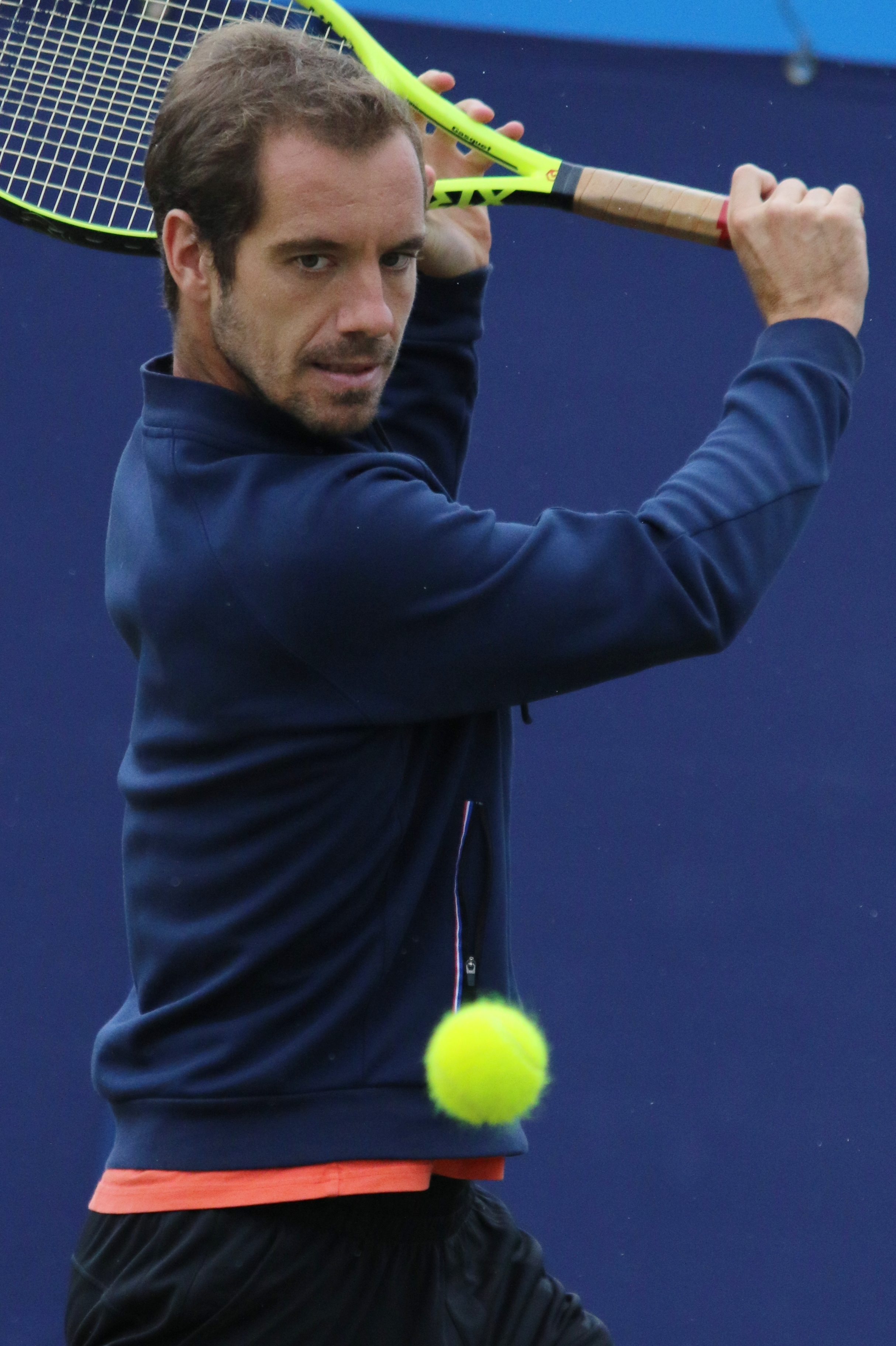
Richard Gasquet este fostul număr 7 mondial la simplu. A câștigat 16 titluri de simplu în carieră.

- Grégoire Barrère a intrat în circuitul profesionist în 2012 și a ajuns pe locul 49 la simplu în iulie 2023. În mai 2025, în timpul turneului French Open, a anunțat că se va retrage din tenisul profesionist la sfârșitul sezonului 2025..[8]
- Marcus Daniell a intrat în circuitul profesionist în 2008 și a ajuns pe locul 34 la dublu în ianuarie 2018. A câștigat cinci titluri la dublu, inclusiv o medalie de bronz la Jocurile Olimpice de vară din 2020 cu Michael Venus. Daniell s-a retras din tenisul profesionist în ianuarie 2025, făcând ultima sa apariție la Auckland Open 2025.[9][10]
- Ernesto Escobedo s-a alăturat circuitului profesionist în 2014 și a ajuns pe locul 67 la simplu, în iulie 2017. În martie 2025, a anunțat retragerea din tenisul profesionist.[11]
- Fabio Fognini a intrat în circuitul profesionist în 2004 și a ajuns pe locul 9 la simplu în iulie 2019 și locul 7 la dublu în iulie 2015. A câștigat nouă titluri la simplu și opt titluri la dublu în carieră. Fognini a anunțat în mai 2025, în timpul Openului Italiei, că participarea sa din 2025 va fi ultima la Mastersul de acasă.[12]
- Richard Gasquet a intrat în circuitul profesionist în 2002 și a ajuns pe locul 7 în clasamentul de simplu în iulie 2007. A câștigat șaisprezece titluri de simplu în carieră și două titluri de dublu. La 10 octombrie 2024, Gasquet și-a anunțat retragerea din tenisul profesionist, ultimul său turneu fiind French Open 2025.[13][14]
- Denis Kudla s-a alăturat circuitului profesionist în 2010 și a atins cea mai bună clasare a carierei, locul 53 la simplu, în mai 2016. Kudla și-a anunțat retragerea din tenisul profesionist în ianuarie 2025, în timpul United Cup 2025[15]
- Nicolas Mahut s-a alăturat circuitului profesionist în 2000 și a atins cele mai bune clasări din carieră, locul 37 la simplu în mai 2014 și locul 1 la dublu în iunie 2016. A câștigat patru titluri de simplu și 37 de titluri de dublu, alături de realizarea unui Grand Slam în dublu. În mai 2025, în timpul Openului Franței, Mahut a anunțat că se va retrage din tenisul profesionist la sfârșitul sezonului 2025.[16]
- Vasek Pospisil a intrat în circuitul profesionist în 2007 și a atins cele mai bune clasări din carieră, locul 25 la simplu în ianuarie 2014 și locul 4 la dublu în aprilie 2015. A câștigat șapte titluri la dublu. Pospisil a anunțat pe 2 februarie 2025, după meciul din Cupa Davis din 2025, că acesta va fi ultimul său sezon.[17]
- Albert Ramos Viñolas a intrat în circuitul profesionist în 2007 și a atins cea mai bună clasare din carieră, locul 17 în proba de simplu, în mai 2017. A câștigat patru titluri de simplu în carieră. Ramos Viñolas a anunțat pe 30 martie 2025 că sezonul 2025 va fi ultimul său sezon în circuit.[18]
- Luke Saville s-a alăturat circuitului profesionist în 2012 și a atins cea mai bună clasare a carierei, nr. 23 la dublu, în octombrie 2021. Saville s-a retras din tenisul profesionist în ianuarie 2025, ultima sa apariție fiind la Australian Open 2025.[19][20]
- Diego Schwartzman a intrat în circuitul profesionist în 2010 și a ajuns pe locul 8 la simplu în octombrie 2020. A câștigat patru titluri de simplu în carieră. În mai 2024, Schwartzman și-a anunțat retragerea din tenisul profesionist, ultimul său turneu fiind Argentina Open în 2025.[21]
- Fernando Verdasco și-a anunțat pe 14 februarie 2025 retragerea după ATP Qatar Open 2025 de la Doha, unde a fost partenerul lui Novak Djokovic la dublu.[22][23]

### Inactivitate
- Kwon Soon-woo  a devenit inactiv ca urmare a efectuării serviciului militar.[24]

## Reveniri
- Jenson Brooksby a revenit în circuit la Australian Open 2025 după mai bine de un an de inactivitate din cauza unei accidentări și a suspendării pentru dopaj
- Mikael Ymer a revenit la ITF Men's World Tennis Tour după expirarea suspendării sale pentru dopaj în 2024.

## Distribuția punctelor
Punctele se acordă după cum urmează:
| Category                    | W                     | F                                    | SF                                   | QF | R16 | R32 | R64 | R128 | Q | Q3 | Q2 | Q1 |
| Grand Slam (128S)           | 2000                  | 1300                                 | 800                                  | 400 | 200 | 100 | 50 | 10 | 30 | 16 | 8 | 0 |
| Grand Slam (64D)            | 2000                  | 1200                                 | 720                                  | 360 | 180 | 90 | 0 | – | 25 | – | 0 | 0 |
| ATP Finals (8S/8D)          | 1500 (max) 1100 (min) | 1000 (max) 600 (min)                 | 600 (max) 200 (min)                  | 200 pentru victori meci round robin, +400 pentru victorie în semifinale, +500 pentru victorie în finală. | 200 pentru victori meci round robin, +400 pentru victorie în semifinale, +500 pentru victorie în finală. | 200 pentru victori meci round robin, +400 pentru victorie în semifinale, +500 pentru victorie în finală. | 200 pentru victori meci round robin, +400 pentru victorie în semifinale, +500 pentru victorie în finală. | 200 pentru victori meci round robin, +400 pentru victorie în semifinale, +500 pentru victorie în finală. | 200 pentru victori meci round robin, +400 pentru victorie în semifinale, +500 pentru victorie în finală. | 200 pentru victori meci round robin, +400 pentru victorie în semifinale, +500 pentru victorie în finală. | 200 pentru victori meci round robin, +400 pentru victorie în semifinale, +500 pentru victorie în finală. | 200 pentru victori meci round robin, +400 pentru victorie în semifinale, +500 pentru victorie în finală. |
| ATP Tour Masters 1000 (96S) | 1000                  | 650                                  | 400                                  | 200 | 100 | 50 | 30 | 10 | 20 | – | 10 | 0 |
| ATP Tour Masters 1000 (56S) | 1000                  | 650                                  | 400                                  | 200 | 100 | 50 | 10 | – | 30 | – | 16 | 0 |
| ATP Tour Masters 1000 (32D) | 1000                  | 600                                  | 360                                  | 180 | 90 | 0 | – | – | – | – | – | – |
| ATP Tour 500 (48S)          | 500                   | 330                                  | 200                                  | 100 | 50 | 25 | 0 | – | 16 | – | 8 | 0 |
| ATP Tour 500 (32S)          | 500                   | 330                                  | 200                                  | 100 | 50 | 0 | – | – | 25 | – | 13 | 0 |
| ATP Tour 500 (16D)          | 500                   | 300                                  | 180                                  | 90 | 0 | – | – | – | 45 | – | 25 | 0 |
| ATP Tour 250 (48S)          | 250                   | 165                                  | 100                                  | 50 | 25 | 13 | 0 | – | 8 | – | 4 | 0 |
| ATP Tour 250 (32S/28S)      | 250                   | 165                                  | 100                                  | 50 | 25 | 0 | – | – | 13 | – | 7 | 0 |
| ATP Tour 250 (16D)          | 250                   | 150                                  | 90                                   | 45 | 0 | – | – | – | – | – | – | – |
| United Cup                  | 500 (max)             | Pentru detalii, vezi United Cup 2025 | Pentru detalii, vezi United Cup 2025 | Pentru detalii, vezi United Cup 2025                                                                     | Pentru detalii, vezi United Cup 2025                                                                     | Pentru detalii, vezi United Cup 2025                                                                     | Pentru detalii, vezi United Cup 2025                                                                     | Pentru detalii, vezi United Cup 2025                                                                     | Pentru detalii, vezi United Cup 2025                                                                     | Pentru detalii, vezi United Cup 2025                                                                     | Pentru detalii, vezi United Cup 2025                                                                     | Pentru detalii, vezi United Cup 2025                                                                     |